# Nastri d'argento 1993
La 48ª edizione dei Nastri d'argento si è tenuta nel 1993.

## Vincitori e candidati
I vincitori sono indicati in grassetto, a seguire gli altri candidati.

### Regista del miglior film
- Gianni Amelio - Il ladro di bambini
- Maurizio Zaccaro - La valle di pietra
- Pupi Avati - Fratelli e sorelle
- Mario Monicelli - Parenti serpenti
- Carlo Mazzacurati - Un'altra vita

### Migliore regista esordiente
- Mario Martone - Morte di un matematico napoletano
- Pasquale Pozzessere - Verso sud
- Aurelio Grimaldi - La discesa di Aclà a Floristella
- Carlo Carlei - La corsa dell'innocente
- Marco Bechis - Alambrado

### Miglior produttore
- Angelo Rizzoli - per il complesso della produzione

### Miglior soggetto
- Filippo Ascione, Leonardo Benvenuti, Piero De Bernardi e Carlo Verdone - Al lupo al lupo

### Migliore sceneggiatura
- Gianni Amelio, Sandro Petraglia e Stefano Rulli - Il ladro di bambini

### Migliore attrice protagonista
- Antonella Ponziani - Verso sud
- Anna Bonaiuto - Fratelli e sorelle
- Asia Argento - Le amiche del cuore
- Stefania Sandrelli - Prosciutto, prosciutto
- Francesca Neri - Al lupo al lupo

### Migliore attore protagonista
- Diego Abatantuono - Puerto Escondido
- Claudio Amendola - Un'altra vita
- Carlo Cecchi - Morte di un matematico napoletano
- Enrico Lo Verso - Il ladro di bambini
- Carlo Verdone - Al lupo al lupo

### Migliore attrice non protagonista
- Paola Quattrini - Fratelli e sorelle
- Monica Scattini - Un'altra vita
- Chiara Caselli - Sabato italiano
- Isa Danieli - Io speriamo che me la cavo
- Amanda Sandrelli, Giuliana De Sio,[1] Nadia Rinaldi, Sabrina Ferilli e Serena Grandi - Centro storico - Donne sottotetto

### Migliore attore non protagonista
- Renato Carpentieri - Puerto Escondido
- Angelo Orlando - Ladri di futuro
- Tony Sperandeo - La discesa di Aclà a Floristella
- Ivano Marescotti - Quattro figli unici
- Eros Pagni - Persone perbene

### Migliore musica
- Manuel De Sica - Al lupo al lupo

### Migliore fotografia
- Carlo Di Palma - Ombre e nebbia

### Migliore scenografia
- Luciana Arrighi - Casa Howard

### Migliori costumi
- Lina Nerli Taviani - Parenti serpenti

### Migliori doppiaggi femminile e maschile
- Carla Cassola - per la voce di Tilda Swinton in Orlando
- Massimo Corvo - per la voce della bestia in La bella e la bestia e per la voce di Harvey Keitel in Le iene

### Regista del miglior cortometraggio
- Valerio Andrei - Il dono dei Magi

### Miglior produttore di cortometraggi
- Laurentina Guidotti e Demetrio Loricchio - Un pezzo diverso

### Regista del miglior film straniero
- Robert Altman - I protagonisti (The Player)
- Oliver Stone - JFK - Un caso ancora aperto (JFK)
- James Ivory - Casa Howard (Howards End)
- Tim Burton - Batman - Il ritorno (Batman Returns)
- Tim Robbins - Bob Roberts

### Nastro d'argento europeo
- Aki Kaurismäki - Vita da bohème
- Claude Sautet - Un cuore in inverno
- Sally Potter - Orlando
- Wim Wenders - Fino alla fine del mondo
- Alain Corneau - Tutte le mattine del mondo